# Cayetano Córdova Iturburu
Cayetano Policinio Córdova Iturburu (16 de febrero de 1902, Buenos Aires, Argentina- 25 de abril de 1977, Buenos Aires) Periodista y poeta, fue uno de los decanos de la crítica de arte de Argentina. Fue nombrado miembro de número de la Academia Nacional de Bellas Artes.
Sus amigos y colegas lo apodaron "Policho".

## Trayectoria
Nació en 1902 en Buenos Aires, hijo de Manuel Antonio Córdova y María Luisa Iturburu del Valle, ambos hijos de españoles católicos emigrados a la Argentina. 
Córdova estudió en el Colegio Nacional de La Plata y en el Colegio Nacional Mariano Moreno de Buenos Aires.
Fue periodista del diario La Razón y luego Clarín y El Mundo y la revista El Hogar. Escribió el guion del filme Ponchos azules estrenada en 1942.
Hacia 1950, creó la Asociación Argentina de Críticos de Arte, junto a Basilio Uribe, Guillermo de Torre, Julio Llinás, Vicente Caride, Romualdo Brughetti, Sigwart Blum y Osvaldo Svanascini, Córdova Iturburu realizó importantes aportes bibliográficos: "Cómo ver un cuadro", "La Pintura Argentina del Siglo XX", ensayos sobre importantes artistas como Lino Enea Spilimbergo, Victorica y Emilio Pettoruti. 
Su libro "80 Años de Arte Argentino" es un título reconocido por críticos de la talla de Herbert Read, Giulio Carlo Argan, Pierre Restany. 
Activo animador del grupo de Florida, promotor de las vanguardias artísticas, son notables sus colaboraciones en Proa y Martín Fierro entre 1924 y 1927.
En 1934, se afilió al Partido Comunista pero hacia 1948 en un seminario se enfrentó a Rodolfo Ghioldi que promovía la necesidad de adoptar un canon estético realista único y fue expulsado del mismo.
Fue presidente de la Sociedad Argentina de Escritores entre 1965-69.
En 1971 fue nombrado miembro de número de la Academia Nacional de Bellas Artes.
Se casó con Carmen de la Serna (hermana de Celia de la Serna, madre del Che Guevara), su hija es la arquitecta Carmen Córdova.

## Filmografía
Adaptación
- Los hombres las prefieren viudas (1943)

## Obra
- El árbol, el pájaro y el bosque (1923)
- La danza de la luna, 1926
- España bajo el comando del Pueblo. Cubierta de Pedro Olmos. Vivencias del autor en la guerra civil española. Editorial Acento. Buenos Aires, 1938
- La civilización azteca, 1944
- El viento en la bandera, 1945
- Vida y doctrina de Sócrates
- La Revolución Martinfierrista (1962).
- Cómo ver un cuadro: del arte tradicional al informalismo, 1962
- Pettoruti, 1980
- La pintura argentina del siglo veinte, 1958
- 80 años de pintura argentina
- Dónde se habla de las cosas
- Patria Argentina (1967)

## Ensayos sobre su obra
- Verón, Irrazabal,: El rol del crítico de arte en la Argentina del siglo XX, editado por las fundaciones Espigas, Telefónica y FIAAR.